# Список Народных героев Югославии/В
В настоящем списке в алфавитном порядке представлены все Народные герои Югославии, чьи фамилии начинаются с буквы «В» (всего 77 человек). В списке указаны даты присвоения звания и даты жизни Героев.
- Серым цветом в таблице выделены Герои, награждённые орденом Народного героя посмертно.

## Список Народных героев Югославии, фамилии которых начинаются с «В»
| № п/п | Фото | Фамилия, Имя         | Дата присвоения звания | Годы жизни                           |
| ----- | ---- | -------------------- | ---------------------- | ------------------------------------ |
| 173   |      | Вайнер, Славиша      | 25 ноября 1944         | 27 июня 1903 — 21 января 1942        |
| 174   |      | Васович, Чедомир     | 5 мая 1951             | 1910—1942                            |
| 175   |      | Веинович, Мирко      | 27 ноября 1953         | 1920—1944                            |
| 176   |      | Велевский, Борко     | 20 декабря 1951        | 1912 — 14 сентября 1942              |
| 177   |      | Велушчек, Антун      | 4 июля 1953            | 1917—1944                            |
| 178   |      | Велькович, Станимир  | 14 декабря 1949        | 28 июня 1919 — 13 апреля 1942        |
| 179   |      | Вергаш, Душан        | 20 декабря 1951        | 20 апреля 1909 — 15 июня 1942        |
| 180   |      | Вердник, Матия       | 20 декабря 1951        | 1916—1944                            |
| 181   |      | Веркич, Миленко      | 20 декабря 1951        | 16 октября 1916 — 19/20 декабря 1944 |
| 182   |      | Веселинов, Йован     | 5 июля 1952            | 20 января 1906 — 8 февраля 1982      |
| 183   |      | Вивода, Август       | 26 сентября 1973       | 10 марта 1917 — 13 марта 1943        |
| 184   |      | Видекович, Иван      | 2 декабря 1951         | 1908—1943                            |
| 185   |      | Видмар, Антон        | 9 мая 1945             | 1917—1999                            |
| 186   |      | Видович, Жарко       | 27 ноября 1953         | 1913—1999                            |
| 187   |      | Видович, Мария       | 27 ноября 1953         | 6 февраля 1924 — 29 апреля 1942      |
| 188   |      | Видович, Никола      | 20 декабря 1951        | 28 марта 1917 — 2000                 |
| 189   |      | Вилотиевич, Раде     | 20 декабря 1951        | 1910—1943                            |
| 190   |      | Витасович, Тривун    | 27 ноября 1953         | 30 января 1922 — ноябрь 1944         |
| 191   |      | Витомир, Миленко     | 27 ноября 1953         | 1916—1941                            |
| 192   |      | Вишич, Миро          | 27 ноября 1953         | 1919—1943                            |
| 193   |      | Владушич, Бранко     | 27 ноября 1953         | 1 апреля 1917 — 5 марта 1942         |
| 194   |      | Влаич, Милослав      | 6 июля 1945            | 4 января 1921 — 25 июня 1943         |
| 195   |      | Влахович, Велько     | 27 ноября 1953         | 2 сентября 1914 — 7 марта 1961       |
| 196   |      | Влахович, Йожа       | 14 декабря 1949        | 3 марта 1916 — сентябрь 1941         |
| 197   |      | Воинович, Александар | 9 октября 1953         | 7 марта 1922 — 6 февраля 1999        |
| 198   |      | Войводич, Джёко      | 20 декабря 1951        | 1914—1942                            |
| 199   |      | Войводич, Димитрие   | 20 декабря 1951        | 1908—1987                            |
| 200   |      | Войводич, Никола     | 24 июля 1953           | 1911—1943                            |
| 201   |      | Войводич, Петар      | 10 июля 1952           | 1914—1974                            |
| 202   |      | Волнаровский, Круме  | 11 октября 1953        | 1909 — 9 мая 1944                    |
| 203   |      | Вольч, Игнац         | 27 ноября 1953         | 4 августа 1904 — 4 апреля 1944       |
| 204   |      | Вострел, Вацлав      | 20 декабря 1951        | 17 февраля 1904 — февраль 1942       |
| 205   |      | Вранешевич, Рада     | 27 июля 1951           | 25 мая 1918 — 25 мая 1944            |
| 207   |      | Вратанар, Антон      | 27 ноября 1953         | 1919—1993                            |
| 208   |      | Врбица, Джина        | 24 июля 1953           | 6 мая 1913 — 29 мая 1943             |
| 209   |      | Вребалов, Бошко      | 20 декабря 1951        | 1912—1943                            |
| 210   |      | Вреск, Франц         | 20 декабря 1951        | 1910—1943                            |
| 211   |      | Вреча, Ристо         | 24 июля 1953           | 1920—1943                            |
| 212   |      | Врховник, Майда      | 20 декабря 1951        | 14 апреля 1922 — 4 мая 1945          |
| 213   |      | Врунч, Франьо        | 27 ноября 1953         | 12 февраля 1910 — 24 августа 1941    |
| 214   |      | Вуйович, Джюро       | 4 июля 1946            | апрель 1901 — 9 июня 1943            |
| 215   |      | Вуйович, Душан       | 27 ноября 1953         | 1909—1943                            |
| 216   |      | Вуйович, Ратко       | 27 ноября 1953         | 16 декабря 1916 — 29 октября 1977    |
| 217   |      | Вуйович, Шпиро       | 20 декабря 1951        | 1918—1943                            |
| 218   |      | Вуйошевич, Богдан    | 27 ноября 1953         | 20 марта 1912 — 10 июля 1981         |
| 219   |      | Вуйошевич, Душан     | 20 декабря 1951        | 12 апреля 1912 — сентябрь 1943       |
| 220   |      | Вуйошевич, Зария     | 30 апреля 1943         | 20 марта 1903 — февраль 1943         |
| 221   |      | Вуйошевич, Радое     | 27 ноября 1953         | 1910—1942                            |
| 222   |      | Вукадинович, Вукадин | 20 декабря 1951        | 1915 — 15 февраля 1943               |
| 223   |      | Вукайлович, Боголюб  | 27 ноября 1953         | 25 мая 1911 — март 1943              |
| 224   |      | Вукайлович, Михайло  | 20 декабря 1951        | 1919—1989                            |
| 225   |      | Вуканович, Йован     | 10 июля 1953           | 1912—1943                            |
| 226   |      | Вуканович, Радован   | 20 декабря 1951        | 1 июня 1906 — 26 августа 1987        |
| 227   |      | Вукасович, Душан     | 6 июля 1953            | 26 октября 1909 — 20 марта 1945      |
| 228   |      | Вукашинович, Станко  | 27 ноября 1953         | 1923—1944                            |
| 229   |      | Вукелич, Саво        | 27 ноября 1953         | 27 января 1917 — 25 августа 1974     |
| 230   |      | Вукичевич, Джёко     | 10 июля 1953           | 1914—2002                            |
| 231   |      | Вукманович, Светозар | 20 декабря 1951        | 3 августа 1912 — 6 декабря 2000      |
| 232   |      | Вукмирович, Боро     | 6 марта 1945           | 1 августа 1912 — 10 апреля 1943      |
| 233   |      | Вукович, Душан       | 27 ноября 1953         | 1910—1993                            |
| 234   |      | Вукович, Жарко       | 26 июля 1945           | 1911—1943                            |
| 235   |      | Вукое, Павле         | 27 ноября 1953         | 1908—1943                            |
| 236   |      | Вукоманович, Павле   | 27 ноября 1953         | 1903—1977                            |
| 237   |      | Вукотич, Йован       | 27 ноября 1953         | 1907—1982                            |
| 238   |      | Вуксанович, Славолюб | 9 октября 1953         | 3 апреля 1921 — 16 декабря 1943      |
| 239   |      | Вучетич, Милица      | 27 ноября 1953         | 21 января 1920 — 21 января 1944      |
| 240   |      | Вучинич, Владо       | 27 ноября 1953         | 1907—1942                            |
| 241   |      | Вучинич, Лука        | 10 июля 1953           | 1922—1992                            |
| 242   |      | Вучинич, Милица      | 13 июля 1953           | 10 мая 1921 — 20 марта 1943          |
| 243   |      | Вучинич, Симо        | 20 декабря 1951        | 1916—1943                            |
| 244   |      | Вучич, Анте          | 5 июля 1951            | 1913—1942                            |
| 245   |      | Вучкович, Йован      | 27 ноября 1953         | 1913 — 3 апреля 1944                 |
| 246   |      | Вучкович, Любо       | 20 декабря 1951        | 22 января 1915 — 7 июля 1976         |
| 247   |      | Вучкович, Милош      | 20 декабря 1951        | 4 сентября 1914 — 25 августа 1992    |
| 248   |      | Вуянович, Сава       | 27 ноября 1953         | 27 января 1923 — 10 ноября 1941      |
| 249   |      | Вуячич, Василие      | 20 декабря 1951        | 1917—1943                            |
| 250   |      | Вуячич, Душан        | 13 июля 1953           | 1917—1943                            |